# 시모니카와군

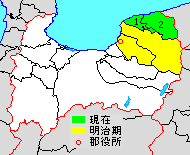
시모니카와군의 범위

시모니카와군(일본어: 下新川郡)은 일본 도야마현 북동부의 군이다.
인구 31,647명, 면적 297.55km², 인구밀도 106명/km².(2025년 3월 1일, 추계인구)
이하 2정으로 구성된다.
- 아사히정(朝日町)
- 뉴젠정(入善町)

## 군역
1896년 행정 구역으로 발족 당시의 군역은 위의 2정 외에 우오즈시, 구로베시에 해당한다.

## 역사
- 1878년 12월 17일 - 군구정촌 편제법이 이시카와현에서 시행됨에 따라, 이시카와현 니카와군의 일부 구역으로 행정 구역 시모니카와군이 발족.
- 1883년 5월 9일 - 이시카와현이 분리되어, 시모니카와군이 도야마현 관할이 됨.
- 1889년(明治22年)4월 1일 - 정촌제 시행으로 아래의 정촌이 발족.(6정 37촌)

- 우오즈정(魚津町): 현 우오즈시

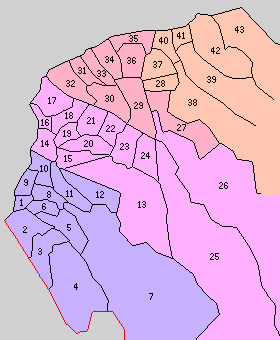
1.우오즈정 2.시모나카지마촌 3.가미나카지마촌 4.마쓰쿠라촌 5.가미노가타촌 6.시모노가타촌 7.가타카이다니촌 8.가즈미촌 9.미치시타촌 10.교덴촌 11.덴진촌 12.니시후세촌 13.히가시후세촌 14.이시다촌 15.다이에촌 16.이쿠지정 17.무라쓰바키촌 18.오후세촌 19.밋카이치정 20.마에자와촌 21.오기우촌 22.와카구리촌 23.우라야마촌 24.오리타테촌 25.우치야마촌 26.아이모토촌 27.후나미정 28.노주촌 29.아라야촌 30.고스리도촌 31.아오키촌 32.이노촌 33.우에하라촌 34.뉴젠정 35.요코야마촌 36.구누기야마촌 37.오에노쇼촌 38.야마자키촌 39.난보촌 40.고카쇼촌 41.도마리정 42.미야자키촌 43.사카이촌 (보라:우오즈시 분홍:구로베시 빨강:뉴젠정 등색:아사히정)

- 시모나카지마촌(下中島村): 현 우오즈시
- 가미나카지마촌(上中島村): 현 우오즈시
- 마쓰쿠라촌(松倉村): 현 우오즈시
- 가미노가타촌(上野方村): 현 우오즈시
- 시모노가타촌(下野方村): 현 우오즈시
- 가타카이다니촌(片貝谷村): 현 우오즈시
- 가즈미촌(加積村): 현 우오즈시
- 미치시타촌(道下村): 현 우오즈시
- 교덴촌(経田村): 현 우오즈시
- 덴진촌(天神村): 현 우오즈시
- 니시후세촌(西布施村): 현 우오즈시
- 히가시후세촌(東布施村): 현 구로베시
- 이시다촌(石田村): 현 구로베시
- 다이에촌(田家村): 현 구로베시
- 이쿠지정(生地町): 현 구로베시
- 무라쓰바키촌(村椿村): 현 구로베시
- 오후세촌(大布施村): 현 구로베시
- 밋카이치정(三日市町): 현 구로베시
- 마에자와촌(前沢村): 현 구로베시
- 오기우촌(荻生村): 현 구로베시
- 와카구리촌(若栗村): 현 구로베시
- 우라야마촌(浦山村): 현 구로베시
- 오리타테촌(下立村): 현 구로베시
- 우치야마촌(内山村): 현 구로베시
- 아이모토촌(愛本村): 현 구로베시
- 후나미정(舟見町): 현 뉴젠정
- 노주촌(野中村):현 아사히정, 뉴젠정
- 아라야촌(新屋村): 현 뉴젠정
- 고스리도촌(小摺戸村): 현 뉴젠정
- 아오키촌(青木村): 현 뉴젠정
- 이노촌(飯野村): 현 뉴젠정
- 우에하라촌(上原村): 현 뉴젠정
- 뉴젠정(入善町): 현 뉴젠정
- 요코야마촌(横山村): 현 뉴젠정
- 구누기야마촌(椚山村): 현 뉴젠정
- 오에노쇼촌(大家庄村): 현 아사히정
- 야마자키촌(山崎村): 현 아사히정
- 난보촌(南保村): 현 아사히정
- 고카쇼촌(五箇庄村): 현 아사히정
- 도마리정(泊町): 현 아사히정
- 미야자키촌(宮崎村): 현 아사히정
- 사카이촌(境村): 현 아사히정

- 1940년
  - 2월 11일 - 밋카이치정·이시다촌·다이에촌·무라쓰바키촌·오후세촌·마에자와촌·오기우촌·와카구리촌이 합병하여 사쿠라이정(桜井町)이 발족.(6정 30촌)
  - 4월 1일 - 우라야마촌·오리타테촌이 합병하여 히가시야마촌(東山村)이 발족.(6정 29촌)
- 1941년 6월 1일 - 사쿠라이정의 일부를 히가시후세촌에 편입.
- 1952년 4월 1일 - 우오즈정·가미나카지마촌·시모나카지마촌·마쓰쿠라촌·가미노가타촌·시모노가타촌·가타카이다니촌·가즈미촌·미치시타촌·교덴촌·덴진촌·니시후세촌이 합병하여 우오즈시(魚津市)가 발족, 군에서 이탈.(5정 18촌)
- 1953년
  - 4월 1일 - 히가시후세촌이 사쿠라이정에 편입.(5정 17촌)
  - 10월 1일 - 뉴젠정·아라야촌·고스리도촌·아오키촌·이노촌·우에하라촌·요코야마촌·구누기야마촌이 합병하여, 새로이 뉴젠정이 발족.(5정 10촌)
- 1954년
  - 4월 1일 - 사쿠라이정·이쿠지정이 합병하여 구로베시(黒部市)가 발족, 군에서 이탈.(3정 10촌)
  - 7월 10일 - 히가시야마촌·우치야마촌·아이모토촌이 합병하여 우나즈키정(宇奈月町)이 발족.(4정 7촌)
  - 8월 1일 - 도마리정·고카쇼촌·미야자키촌·사카이촌·오에노쇼촌·야마자키촌·난보촌이 합병하여 아사히정(朝日町)이 발족.(4정 1촌)
  - 11월 20일 - 노주촌이 아사히정에 편입.(4정)
- 1959년 1월 1일(3정)
  - 아사히정의 일부를 후나미정에 편입.
  - 후나미정이 뉴젠정에 편입.
- 2006년 3월 31일 - 우나즈키정이 구로베시과 합병하여, 새로이 구로베시가 발족.(2정)

## 같이 보기
- 니카와군
- 가미니카와군
- 나카니카와군